# Crassula campestris
Crassula campestris ((Eckl. & Zeyh.) Endl., 1843) è una pianta succulenta appartenente alla famiglia delle Crassulaceae, originaria di Sudafrica e Namibia.
L'epiteto specifico campestris si rifà alla diffusione della pianta in aree pianeggianti, tra i campi.

## Descrizione

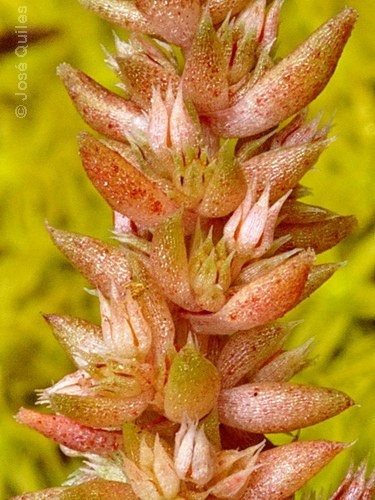
Esemplare di C. campestris in fiore.

C. campestris è una pianta erbacea formata da steli eretti o striscianti che possono raggiungere circa 10 centimetri d'altezza, e che ramificano di rado. Le piante sono unite al terreno attraverso delle fini radici fascicolate.
Le foglie sessili, lunghe tra 4 e 10 millimetri e larghe 1–3 mm, hanno forma da lanceolata a triangolare, pagine inferiore convessa e colore da verde a marroncino. Sono glabre e con margine intero, raramente denticolato alla base, mentre presentano delle estremità subacute.
L'infiorescenza a tirso è composta da un peduncolo eretto, ramificato in numerose dicasia subsessili, che si sviluppa tra aprile e maggio, con i fiori che si possono trovare sia in posizione terminale che ascellare.
I fiori, pentameri e con un corto pedicello, presentano un calice formato da 5 sepali lunghi 1,5 mm e dalla forma da triangolare a lanceolata, con un'estremità acuta e di colore verde. La corolla, a forma di coppa, è composta da 5 petali, lunghi 0,8 mm e anch'essi dalla forma triangolare-lanceolata. Gli stami portano delle antere lunghe 0,1-0,2 mm e di colore giallo.
I frutti sono dei follicoli lunghi circa 1 mm che contengono ciascuno due piccoli semi ellittici e striati, lunghi 0,2-0,3 mm.

## Distribuzione e habitat
C. campestris è una specie originaria di Sudafrica e Namibia e, nello specifico, occupa un ampio areale che include la Namibia meridionale, province del Capo Settentrionale, del Capo Occidentale e dello Stato Libero in Sudafrica e probabilmente si può trovare anche in Lesotho. In Namibia è presente in una EOO (Extent Of Occurance) di 625 km2 e suddivisa tra 1-2 sottopopolazioni, per un totale di meno di 5000 esemplari ma comunque, essendo una specie molto comune in Sudafrica, è stata classificata secondo gli standard IUCN come a rischio minimo.
Questa specie è diffusa anche in Spagna, con alcune isolate popolazioni sulle costa mediterranea e nelle isole Canarie mentre, più di recente, è stata individuata anche in Italia, in Sicilia. Le popolazioni mediterranee hanno la peculiarità d'essere molto limitate sia numericamente che nel loro areale, il che fa supporre che si tratti di una pianta introdotta dall'uomo ma di naturalizzazione remota nel tempo, un'archeofita quindi.
In Sudafrica è particolarmente diffusa sui terreni ghiaiosi delle aride praterie del Karoo (sia succulento che nama) ma la si può trovare anche nel fynbos o nella cosiddetta Macchia di Albany.